# The Dark Knight Strikes Again
Pour les articles homonymes, voir Batman (homonymie) et Knight.
The Dark Knight Strikes Again , aussi connu sous le titre de DK2, est un comics édité en 2001-2002 par DC Comics sous forme de mini-série en trois numéros. La série, écrite et illustrée par Frank Miller, est une suite à Batman: The Dark Knight Returns également réalisée par Miller en 1986. Elle raconte l'histoire d'un Bruce Wayne âgé qui sort de trois ans de clandestinité, formant ses partisans et incitant une rébellion contre la dictature de Lex Luthor sur les États-Unis.

## Synopsis
Après s’être cachés, Batman (Bruce Wayne) et sa jeune associée Catgirl (Carrie Kelley), forment une armée des « Batboys » pour sauver le monde d'un État policier proche de la dictature. Grâce à une série d'incursions sur des installations gouvernementales, les soldats de Batman libèrent des super-héros vieillissants en captivité, tels que Atom, Flash ou Plastic Man. Elongated Man est recruté pour son travail en tant que porte-parole de films publicitaires, tandis que Green Arrow était déjà associé à Batman. Superman travaillant, lui, pour le gouvernement, est « engagé » par le Président (un homme de paille placé par Lex Luthor et Brainiac) pour arrêter Batman.

## Personnages
- Batman/Bruce Wayne
- Catgirl
- Superman
- Wonder Woman
- Green Arrow
- Flash
- Atom
- Lex Luthor
- Brainiac

## Accueil

### Ventes
Le premier numéro de DK2 est classé à la première place des précommandes de décembre 2001 avec 174 339 exemplaires. Le second numéro de DK2 est classé à la troisième place des ventes de janvier 2002 avec des précommandes à 155 322 exemplaires. Le dernier numéro revient à la première place avec des précommandes de 171 546 exemplaires en février 2002. Le dernier numéro prendra également du retard et ne sortira finalement que le 31 juillet 2002.

### Critiques
Si Batman: The Dark Knight Returns est généralement plébiscité par les amateurs comme l'un des meilleurs ouvrages de Batman, cette suite est bien plus controversée[réf. nécessaire]. Cela est dû, entre autres, aux dessins, jugés trop bâclés car très stylisés.
Le récit s’apparente beaucoup plus à un récit de la JLA que de Batman, car ce dernier n'apparaît qu'à la fin du premier épisode, mais aussi car il regroupe beaucoup de personnages de la JLA dont Superman, Wonder Woman, Green Arrow, Flash ou encore Atom.
Le récit a eu plusieurs titres : The Dark Knight Strikes Again, DK2 et Dark Knight : La Relève.

## Publications
- 2001-2002 : The Dark Knight Strikes Again (DC Comics) : version originale en 3 épisodes et Trade paperback.
- 2002 : DK2 (Éditions USA) : première édition française en 3 albums.
- 2004 : DK2 (Éditions USA) : réédition en 1 volume.
- 2008 : Dark Knight (Panini Comics, collection DC Absolute) : réédition en version intégrale de Dark Knight et Dark Knight la relève.
- 2013 : The Dark Knight Strikes Again (Urban Comics, Collection DC Essentiels): version originale en 3 épisodes + blu-ray

## Suite
Le 24 avril 2015, DC Comics annonce que Frank Miller a co-écrit une suite à The Dark Knight Strikes Again avec Brian Azzarello intitulée The Dark Knight III: The Master Race,. La série a été dessinée par plusieurs artistes dont Andy Kubert et Klaus Janson. Frank Miller a confirmé plus tard que The Master Race ne serait pas la conclusion et qu'il avait commencé à travailler sur une quatrième série.